# Isidro Juan Palacios
Isidro Juan Palacios Tapias (1950) es un editor, filólogo y profesor de oratoria español vinculado a la Nouvelle Droite (ND), antiguo miembro de la hoy disuelta organización neonazi CEDADE.

## Biografía
Nació en 1950. Ejerció durante su juventud la responsabilidad de jefe de la delegación madrileña de la organización neonazi barcelonesa CEDADE, establecida el 30 de marzo de 1973; compartió esta militancia con su hermano Jesús, responsable de Relaciones Exteriores de la organización. Fue también por otro lado editor junto con su hermano de las revistas de ideología nacionalsocialista Ruta Solar y Cuadernos de Cultura Vertical. Trabajó como secretario de Jorge Verstrynge durante la etapa de este en Alianza Popular. Ha estudiado en profundidad la figura del escritor japonés Yukio Mishima.
Fundó y dirigió la revista esotérica Punto y Coma. En ella no asume en plenitud las tesis de la ND francesa en su vertiente neopagana, en la medida que esta considera al cristianismo un usurpador, difundiendo más bien un equilibrio entre paganismo y cristianismo. Entre 1989 y 2003 impartió cursos de verano de ciencias de la comunicación en la Universidad Complutense de Madrid. Miembro del Grupo Aurora y de Hespérides, fue director hasta 1996 de la revista de tipo esotérico Próximo Milenio (posteriormente continuó como destacado colaborador). También en la década de 1990 dirigió la revista Más Allá.
Mostró su apoyo al «Manifiesto en contra la Muerte del Espíritu y de la Tierra» de 2002 vinculado a la ND española.
Descrito como una figura «con una dilatada experiencia en la difusión de un discurso neoderechista autóctono», Palacios formó junto a Abel Posse, Aquilino Duque, Fernando Sánchez Dragó y José Javier Esparza el núcleo aglutinante del «Grupo Manifiesto», y ha sido colaborador en la revista El Manifiesto.
Ha sido contertulio en Radio Nacional de España y colaborador en los programas de televisión de Sánchez Dragó. Profesor de oratoria, ha impartido cursos de oratoria a cuadros del Partido Popular en Castellón, recomendado por la dirección nacional de Génova. Ha colaborado también con la fundación FAES.